# Сен-Жюньен-ла-Брежер
Сен-Жюнье́н-ла-Бреже́р (фр. Saint-Junien-la-Bregère) — коммуна во Франции, находится в регионе Лимузен. Департамент коммуны — Крёз. Входит в состав кантона Руайер-де-Вассивьер. Округ коммуны — Обюссон.
Код INSEE коммуны — 23205.

## Население
Население коммуны на 2010 год составляло 147 человек.
| 1962 | 1968 | 1975 | 1982 | 1990 | 1999 | 2010 |
| ---- | ---- | ---- | ---- | ---- | ---- | ---- |
| 354  | 340  | 272  | 223  | 193  | 160  | 147  |

## Экономика
В 2010 году среди 84 человек трудоспособного возраста (15—64 лет) 45 были экономически активными, 39 — неактивными (показатель активности — 53,6 %, в 1999 году было 63,7 %). Из 45 активных жителей работали 39 человек (25 мужчин и 14 женщин), безработных было 6 (4 мужчины и 2 женщины). Среди 39 неактивных 4 человека были учениками или студентами, 17 — пенсионерами, 18 были неактивными по другим причинам.